# Door County
Door County är ett administrativt område i delstaten Wisconsin, USA. År 2010 hade county 27 785 invånare. Den administrativa huvudorten (county seat) är Sturgeon Bay. 

## Geografi
Enligt United States Census Bureau har countyt en total area på 6 138 km². 1 250 km² av den arean är land och 4 888 km² är vatten. 

### Angränsande countyn
- Kewaunee County - syd

## Städer och samhällen
- Baileys Harbor
- Brussels
- Clay Banks
- Egg Harbor
- Ephraim
- Forestville
- Gardner
- Gibraltar
- Jacksonport
- Liberty Grove
- Nasewaupee
- Sevastopol
- Sister Bay
- Sturgeon Bay
- Union